# Roman Sznejderman
Roman Hryhorowycz Sznejderman, ukr. Роман Григорович Шнейдерман, ros. Роман Григорьевич Шнейдерман, Roman Grigorjewicz Szniejdierman (ur. 24 lutego 1947 w Ukraińskiej SRR, zm. 3 marca 2010 w Dniepropetrowsku) – ukraiński piłkarz pochodzenia żydowskiego, grający na pozycji pomocnika, trener piłkarski.

## Kariera piłkarska
Wychowanek Szkoły Piłkarskiej Dnipro Dniepropetrowsk, w którym w 1966 rozpoczął karierę piłkarską. 2 sierpnia debiutował w wyjazdowym meczu z Trudem Woroneż. W 1973 został wybrany kapitanem drużyny. W 1977 zakończył karierę piłkarską.

## Kariera trenerska
Po zakończeniu kariery piłkarskiej rozpoczął karierę trenerską. Najpierw pomagał trenować Dnipro, a potem pracował jako arbiter piłkarski, wiele lat kierował związkiem piłkarskim w obwodzie dniepropetrowskim oraz pracował na stanowisku trenera w Szkole Kultury Fizycznej (UFK). 3 marca 2010 po ciężkiej chorobie zmarł w Dniepropetrowsku.

## Nagrody i odznaczenia

### Sukcesy klubowe
- mistrz Pierwszej Ligi ZSRR: 1971
- półfinalista Pucharu ZSRR: 1973, 1976
- zdobywca Pucharu Gazety "Radziecki Sport": 1977

### Sukcesy indywidualne
- rekordzista klubu Dnipro Dniepropetrowsk w ilości rozegranych meczów: 360 meczów

### Odznaczenia
- tytuł Mistrza Sportu ZSRR: 1972